# ZIS 110

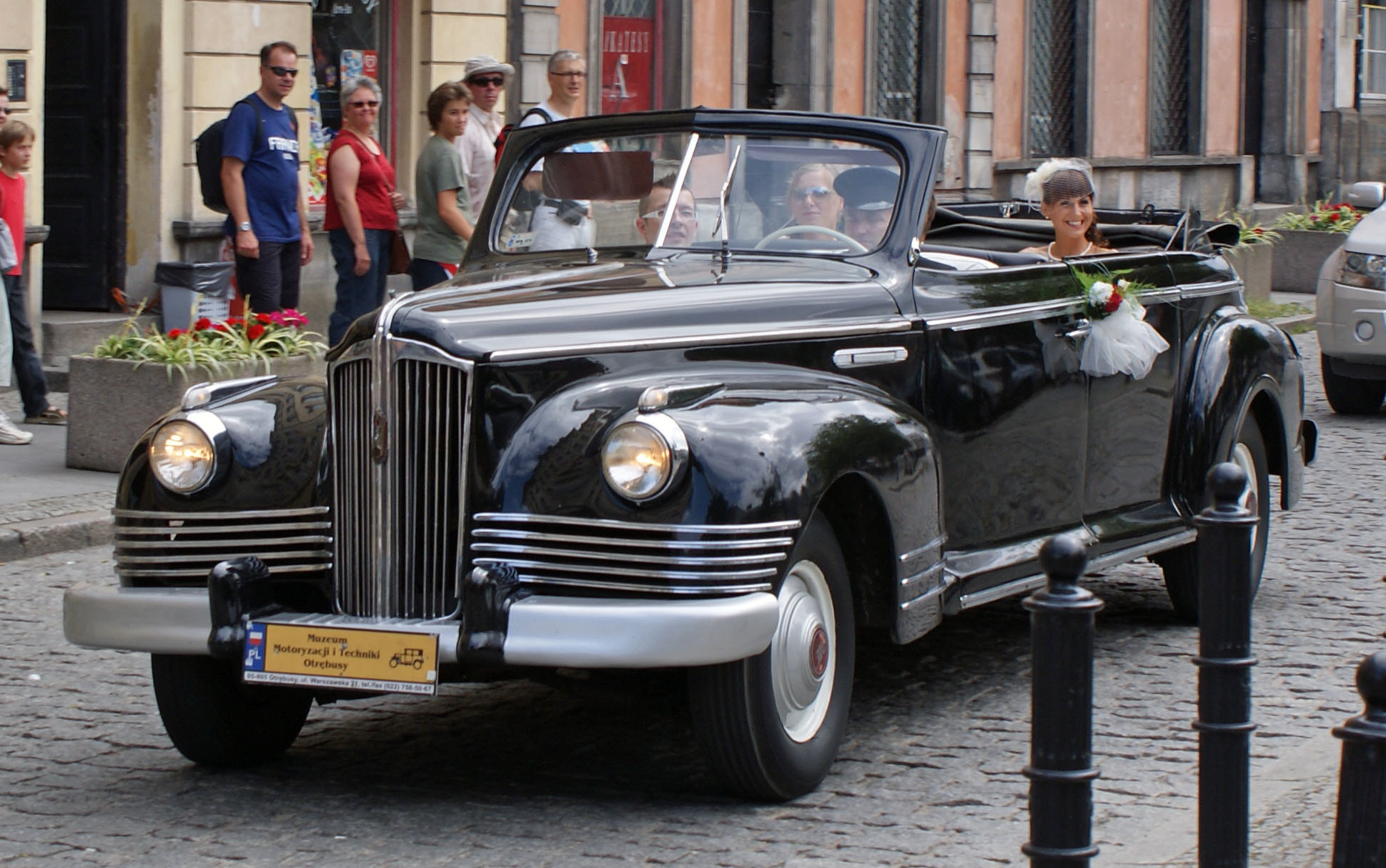
ZiS 110B Cabriolet

La ZIS 110 est une limousine soviétique, produite entre 1946 et 1958 sur les chaînes moscovites de la Zavod Imeni Stalina (aujourd’hui appelée ZIL). Malgré ses origines Packard, elle était la voiture préférée de Staline.

## Histoire
Dès le mois de septembre 1944, le gouvernement soviétique négocie avec les Américains pour le rachat de chaînes de production de la Packard Super Eight, dont la carrière a été stoppée en 1942. Sitôt l’accord signé, le constructeur moscovite ZIS peut présenter son nouveau modèle, la ZIS 110. Dévoilée officiellement à l’été 1945, la limousine russe se montre très proche de la Packard, bien que certaines pièces et inscriptions diffèrent.
Longue de 6,02 m en version 7 places, elle est motorisée par un 8 cylindres en ligne développant 140 ch, permettant d’emmener les 2 450 kg de la voiture à 140 km/h. La boîte de vitesses synchronisée compte trois rapports.
La ZIS 110 offre un équipement royal : radio, séparation chauffeur/places arrière, chauffage perfectionné, vitres électriques…
La production démarre réellement en 1946, à un rythme de 100 à 200 unités par an. En 1947, la gamme s’enrichit d’un torpédo destiné aux usages officiels (110B), d’une ambulance 110A (dont 5 exemplaires sont destinés à la ville de Moscou), et d’une limousine blindée type 115, produite à une cinquantaine d’unités. Entre 1947 et 1956, une quinzaine de versions 4 roues motrices nommées 110S et 110P sortent de l’usine.
La production prend fin en 1958, et après 2083 exemplaires construits, la 110 laisse la place à la nouvelle ZIL 111.

## Sources
- Bernard Vermeylen, Voitures des pays de l'Est, Boulogne-Billancourt, ETAI, 2008, 239 p. (ISBN 9782726888087, OCLC 470767381)